# Heike monogatari
Heike monogatari (jap. 平家物語) – anonimowy japoński epos rycerski z gatunku gunki-monogatari, opowiadający o rywalizacji rodów Taira (Heike) i Minamoto (Genji) w XII-wiecznej Japonii.

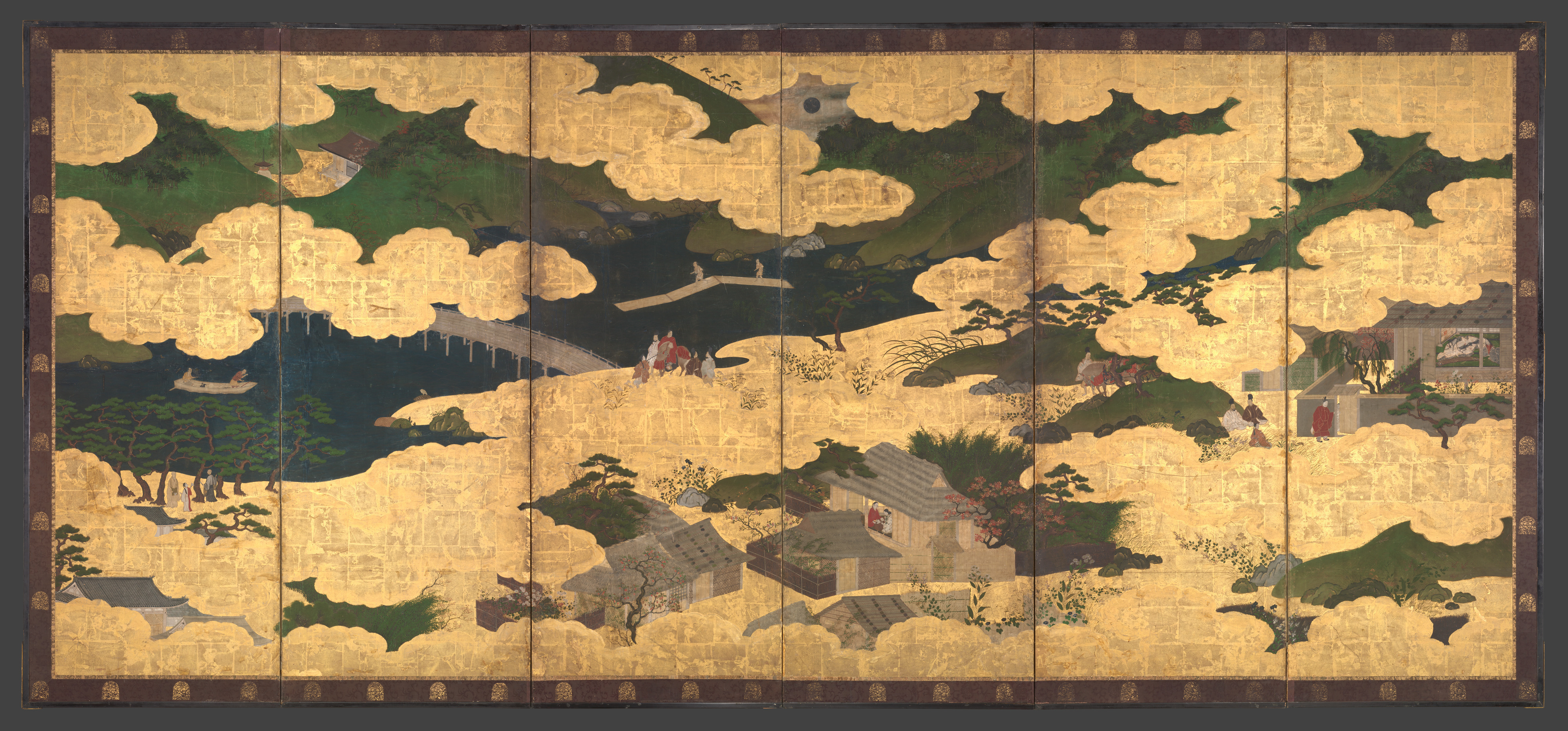
Ilustracja z eposu

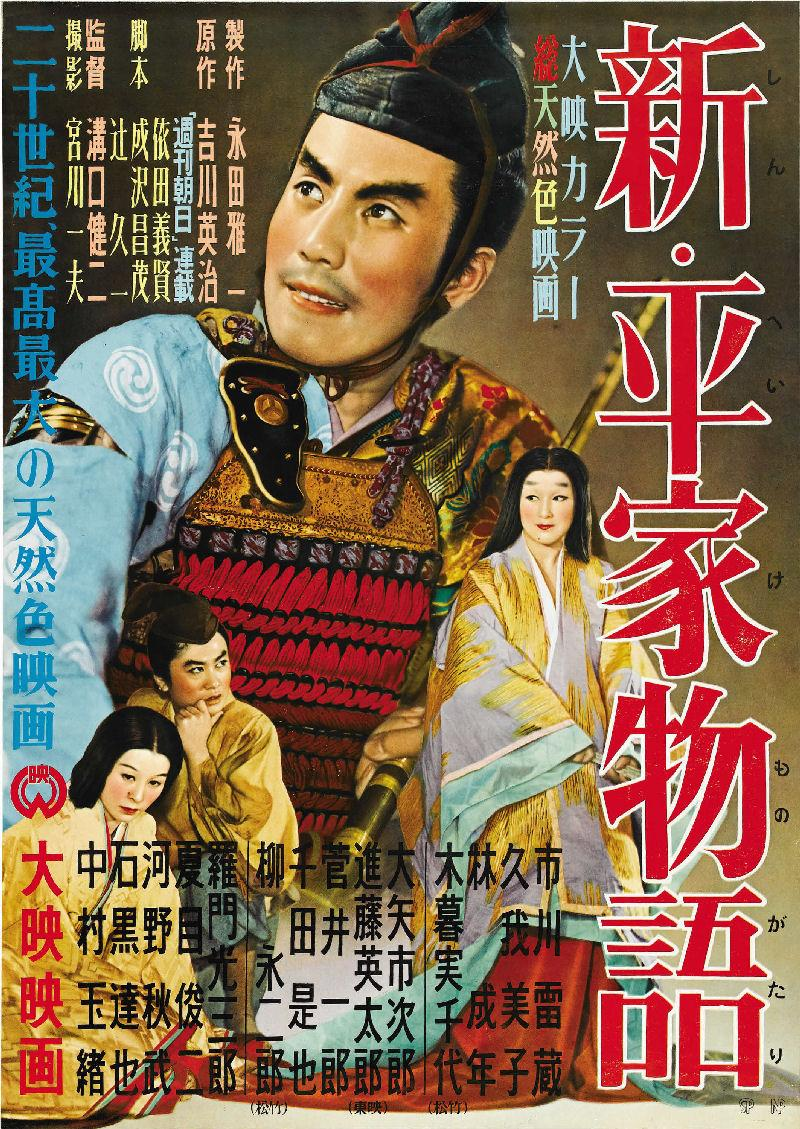
Plakat z filmowej adaptacji utworu z 1955 roku

Epos opisuje długi ciąg wydarzeń, których kulminacją była toczona w latach 1180–1185 wojna Gempei. Można go podzielić na trzy wyraźnie odrębne części. Główną postacią pierwszej części utworu jest Kiyomori Taira, w drugiej i trzeciej na pierwszy plan wysuwają się przedstawiciele rodu Minamoto: Yoshinaka, Yoritomo i Yoshitsune. Finalnym elementem narracji jest bitwa w zatoce Dan-no-Ura, która zakończyła się ostateczną klęską rodu Taira. W utworze silnie podkreślono wątki wypływające z myśli buddyjskiej: nietrwałość rzeczy i sprawiedliwą odpłatę za popełnione czyny.
Utwór zachował się w około 80 wariantach, różniących się długością. Część z nich przeznaczona jest do czytania, część natomiast do melorecytacji. Niemożliwe jest wskazanie konkretnego autora, a utwór najprawdopodobniej rozwijał się stopniowo na drodze kompilacji różnych tekstów. Zasadniczy zrąb eposu datowany jest na okres między 1202 a 1221 rokiem, najbardziej znana wersja przeznaczona do melorecytacji pochodzi natomiast z 1371 roku. Przepełniony ideałami moralnymi charakterystycznymi dla klasy samurajów tekst Heike monogatari stanowił przez wieki źródło natchnienia dla innych pisarzy, adaptowany był na potrzeby teatru nō i kabuki, a współcześnie przenoszony na ekrany.